# Góg és Magóg
A Góg és Magóg (héber:גּוֹג וּמָגוֹג) az ábrahámi vallások eszkatológiai kifejezései, amelyek háborúba indulnak Isten népe ellen.

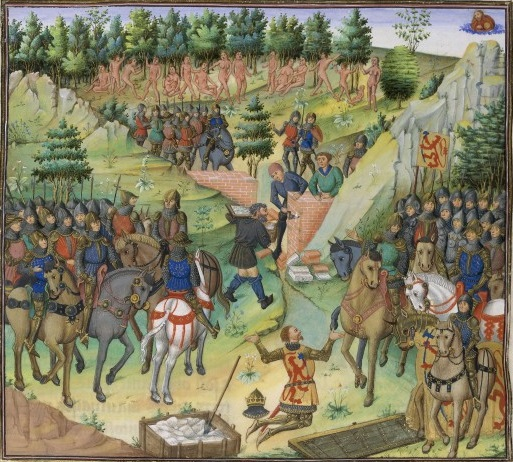
A Góg és Magóg népe, akik ellen Nagy Sándor seregei emeltek falat.Jean Wauquelin Book of Alexander (Sándor könyve). Bruges, Belgium, 15. század

A héber Bibliában és a Koránban egyének, törzsek vagy országok formájában jelennek meg. Az Ezékiel 38-ban Góg egy egyén, Magóg pedig az ő földje; Mózes első könyvében Magóg egy ember és egy nép névadó őse, de Gógot nem említik; a bibliai Jelenések Könyvében (20:8) a zsidó hagyomány  megváltoztatta Ezékiel "Góg Magógból" kifejezését "Góg és Magógra".
A Góg prófécia az úgynevezett "napok vége" közeledtével teljesedik be, de nem feltétlenül a világ végén. A zsidó eszkatológia Gógot és Magógot olyan ellenségnek tekintette, akiket a Messiás legyőz, és ez vezeti be majd a messiás korszakát. A kereszténység értelmezése erőteljesebben apokaliptikus, amely Gógot és Magógot inkább nemzetet mint egyéneket jelöl, amit a Sátán saját szövetségeseivé tesz Isten ellen a millenium eljövetelekor ahogyan azt a Jelenések könyve is leírja.  A millenializmus hite szerint (a millennium, latinul "ezer év")  amely szerint a Földön az "eljövendő világ" végső ítélete és jövőbeli örökkévaló állapota előtt egy aranykor vagy paradicsom fog bekövetkezni. 
Góg és Magóghoz a Római korszak idejére egy legenda kapcsolódott, miszerint a Sándor kapukat Nagy Sándor emeltette a törzs visszaverésére. A rómaivá lett zsidó történetíró, Iosephus Flavius úgy ismerte őket, mint a Genezis szerint Magógból leszármazott népet, a Japhetitákat, és  Szkítáknak nevezte őket. A korai keresztény írók leírásaiban apokaliptikus hordákká váltak. A középkor során különbözőképpen azonosították őket: voltak  vikingek, hunok, kazárok, mongolok, turánok vagy más nomádok, vagy akár Izrael tíz elveszett törzse. 
Góg és Magóg legendáját a kapukkal együtt belefoglaták a Sándor-regényekbe. Az egyik változatban  „Góg és Magóg” a tisztátalan népek királyai, akiket Nagy Sándor egy hágón túlra űzött, és akiket az új fal megakadályoz a visszatérésben. Góg és Magóg több leírásban kannibalizmust követ el. A középkori kozmológiai térképeken vagy mappae mundiban is ábrázolták őket, néha Nagy Sándor fala mellett. Ez az epizód Firdauszí perzsa költő Sáhnáme verses eposzában is szerepel, amikor a költő Iszkandar kalandozásait írja le.
Góg és Magóg összemosása Sándor és a kapuk legendájával a keresztény és iszlám korszak első évszázadaiban az egész Közel-Keleten elterjedt. A Koránban az al-Kahf szúrában  (83-101) Jajudzs és Majudzs néven jelennek meg (arab: يَأْجُوجُ وَمَأْجُوجُ; Yaʾjūj wa-Maʾjūj), primitív és erkölcstelen törzsek, amelyeket an Dúl-Karnajn („A kétszarvú”) választott el a világtól és határolt el, akit a Korán nagy és igazságos igazságos uralkodóként és hódítóként említ. an Dúl-Karnajn, miután elutazott a világ végére, találkozott  „egy olyan néppel, akik alig értettek néhány szót”, és akik a segítségét kérték egy olyan gát építésében, amely elválasztja őket Jajudzs és Majudzs népétől, akik „nagy gonoszságot művelnek a földön”. Beleegyezik, hogy megépíti nekik, de figyelmeztet, hogy amikor eljön az idő (az Utolsó Kor), Allah eltávolítja a gátat. Egyes kortárs muszlim történészek és geográfusok is a vikingeket Góg és Magóg megjelenésének tekintették. A modern időkben is az apokalipszissel vannak kapcsolatban, különösen Izraelben és a muszlim világban.

## Fordítás
Ez a szócikk részben vagy egészben  a   Gog and Magog című angol Wikipédia-szócikk ezen változatának fordításán alapul.  Az eredeti cikk szerkesztőit annak laptörténete sorolja fel. Ez a jelzés csupán a megfogalmazás eredetét és a szerzői jogokat jelzi, nem szolgál a cikkben szereplő információk forrásmegjelöléseként.